# Miss Espírito Santo
Miss Espírito Santo (ou Miss Universo Espírito Santo), é um tradicional concurso de beleza feminino realizado anualmente, que seleciona a melhor representante capixaba para o Miss Brasil, válido para a disputa de Miss Universo. O Estado estava invicto em classificações desde 2007, porém teve um breve hiato de desclassificação em 2015 com a ausência de Juliana Morgado no Top 15. A melhor colocação de uma candidata capixaba no concurso nacional eram dois terceiros lugares obtidos em 2005, com Ariane Colombo e em 2017, com Stephany Pim. Porém, a vitória foi finalmente alcançada pelo Estado na edição de 2022, com Mia Mamede, que disputou o Miss Universo 2022. O concurso é atualmente coordenado pelo empresário Charles Souza.

## Histórico

### Tabela de Classificação

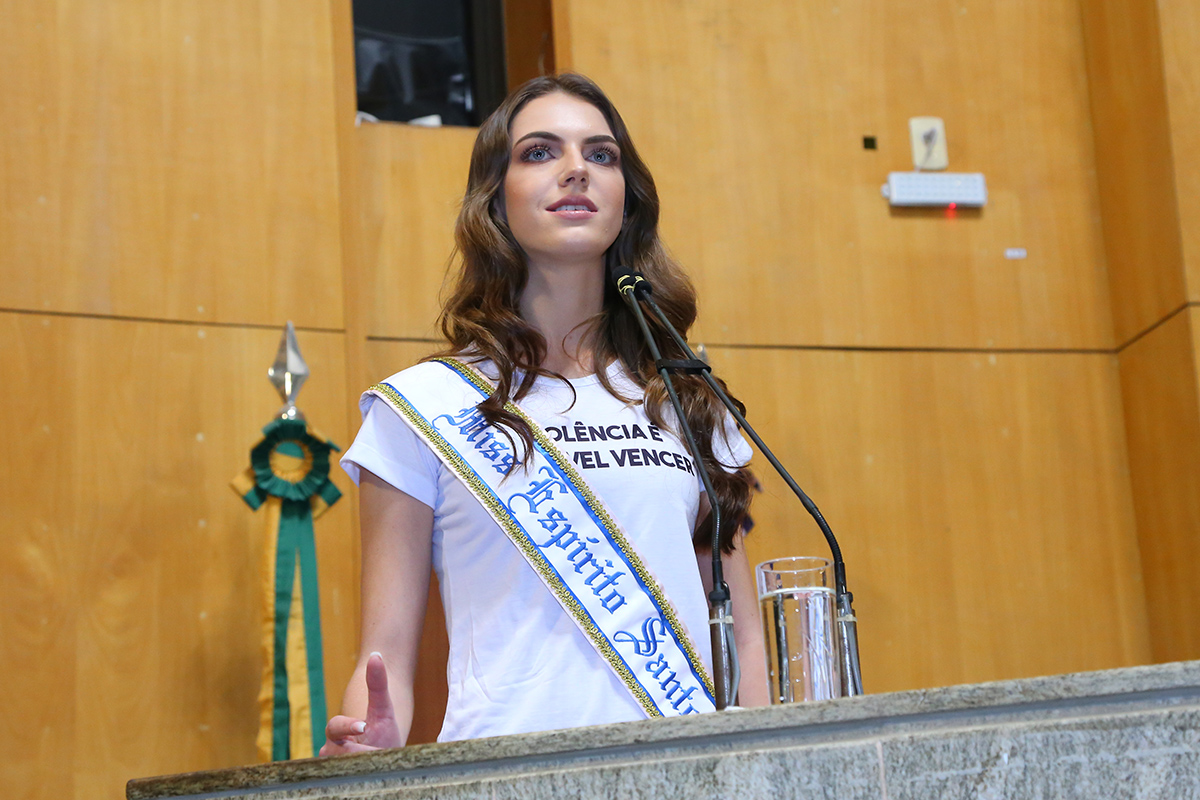
Sabrina Stock (foto), Miss Espírito Santo 2018, durante apresentação do Projeto "Violência é Preciso Vencer", na Assembleia Legislativa do Espírito Santo.

Abaixo a performance das capixabas no Miss Brasil.
| Posição       | Performance |
| ------------- | ----------- |
| Miss Brasil   | 1           |
| 2º. Lugar     |             |
| 3º. Lugar     | 3           |
| 4º. Lugar     |             |
| 5º. Lugar     | 2           |
| Finalista     | 1           |
| Semifinalista | 17          |
| Total         | 24          |

### Premiações Especiais
Os prêmios obtidos pelas candidatas durante o nacional:
- Miss Simpatia: Anne Volponi (2013)

- Miss Voto Popular: Jakeline Lemke (2007), Francienne Pavesi (2010) e Amanda Recla (2014)

- Melhor Traje Típico: Amanda Recla (2014)

### Coordenação
Ficaram responsáveis pela escolha da mais bela capixaba:
- de 2003 a 2005: Alexandre Araújo (Colunista social).[6]

- de 2006 a 2011: Wildson Pina (Cabeleireiro).

- de 2012 a 2015: Lia Mônica Delpupo (Empresária) & Pietro di Marcos (Scouter).

- de 2016 a 2017: Karina Ades (da Organização Miss Brasil Be Emotion).

- de 2018 a 2022: Nabila Furtado (Empresária & Produtora de eventos).

- de 2022 a atual: Charles Souza (Publicitário & empresário).[7]

### Galeria das vencedoras

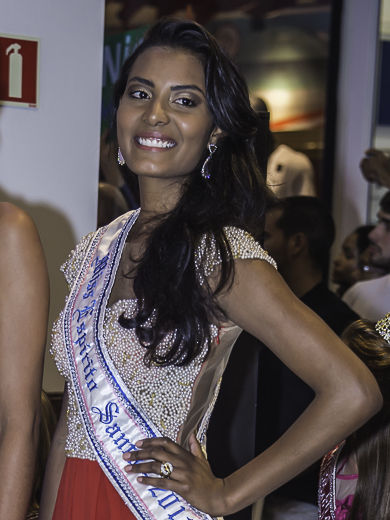
2012: Fernanda
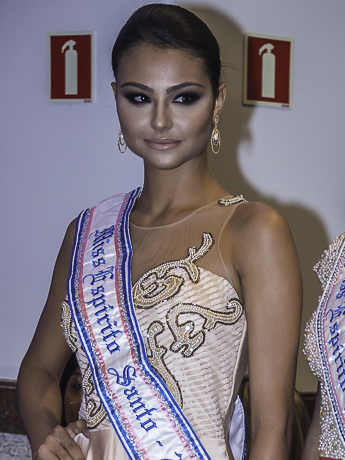
2013: Anne
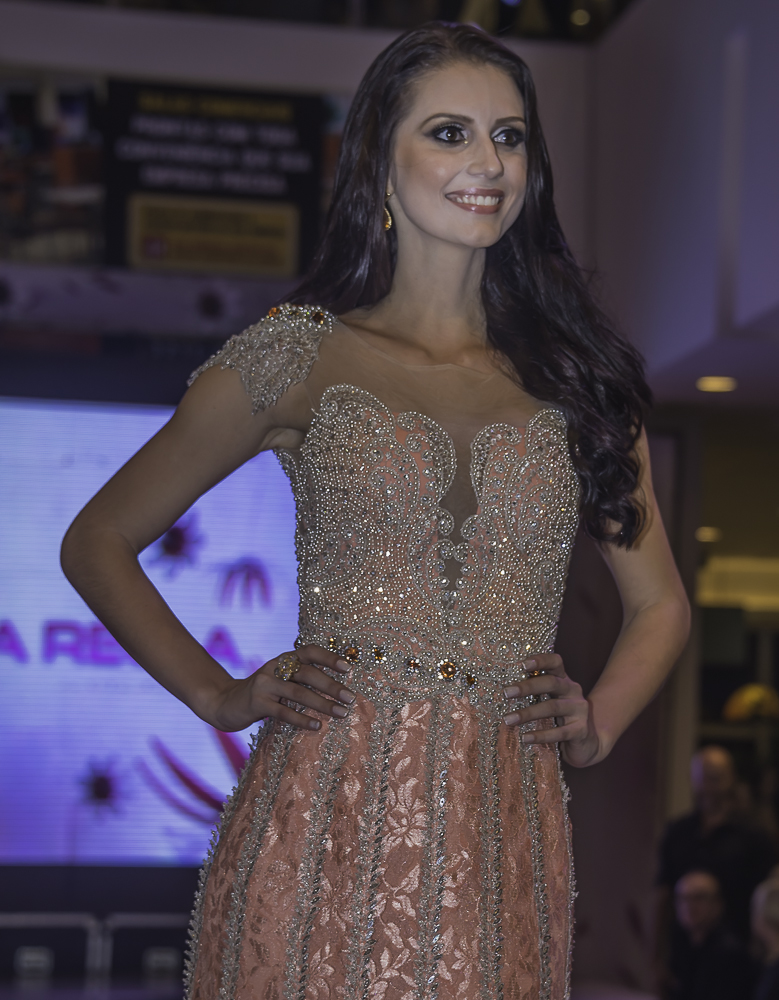
2014: Amanda
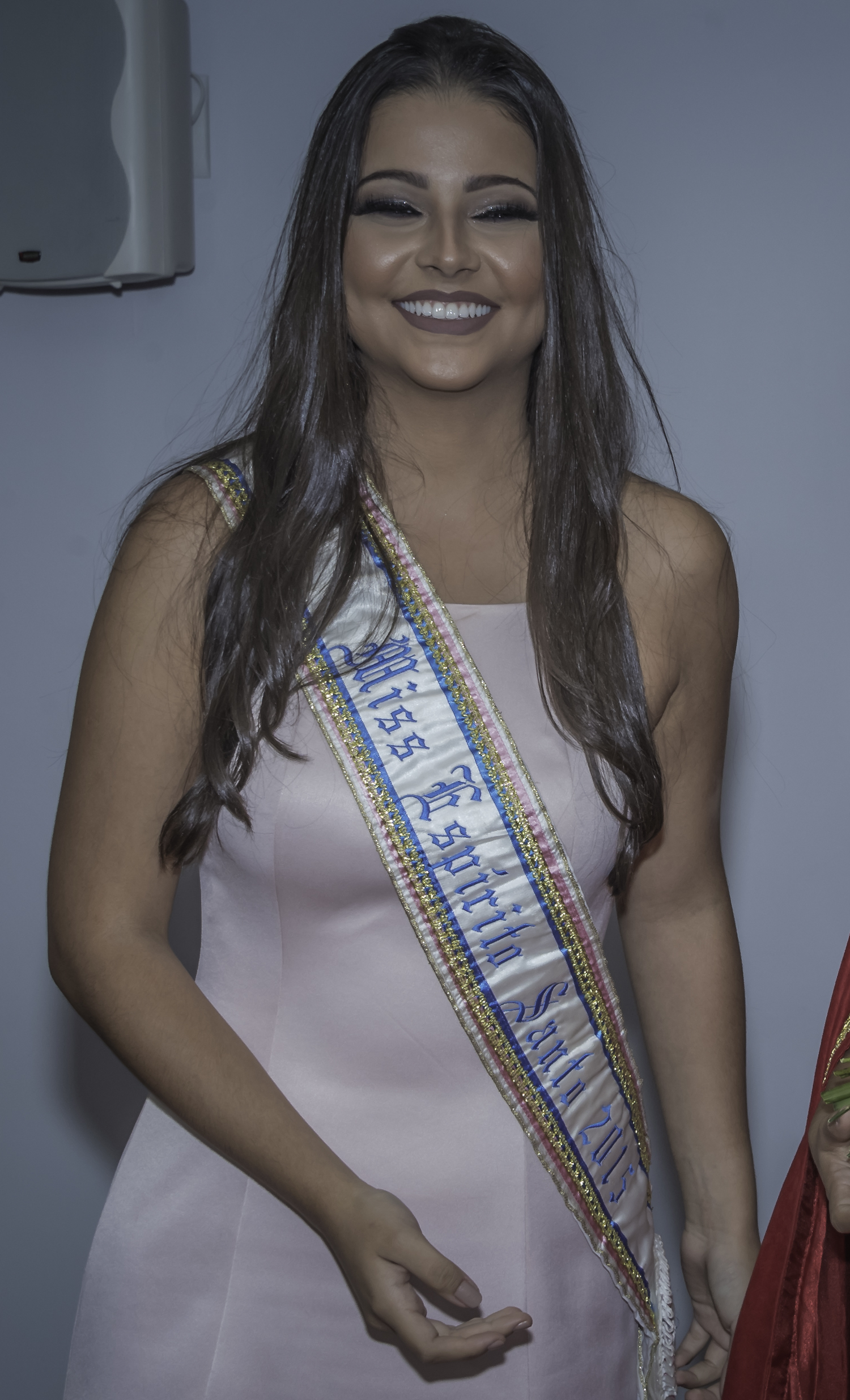
2015: Juliana
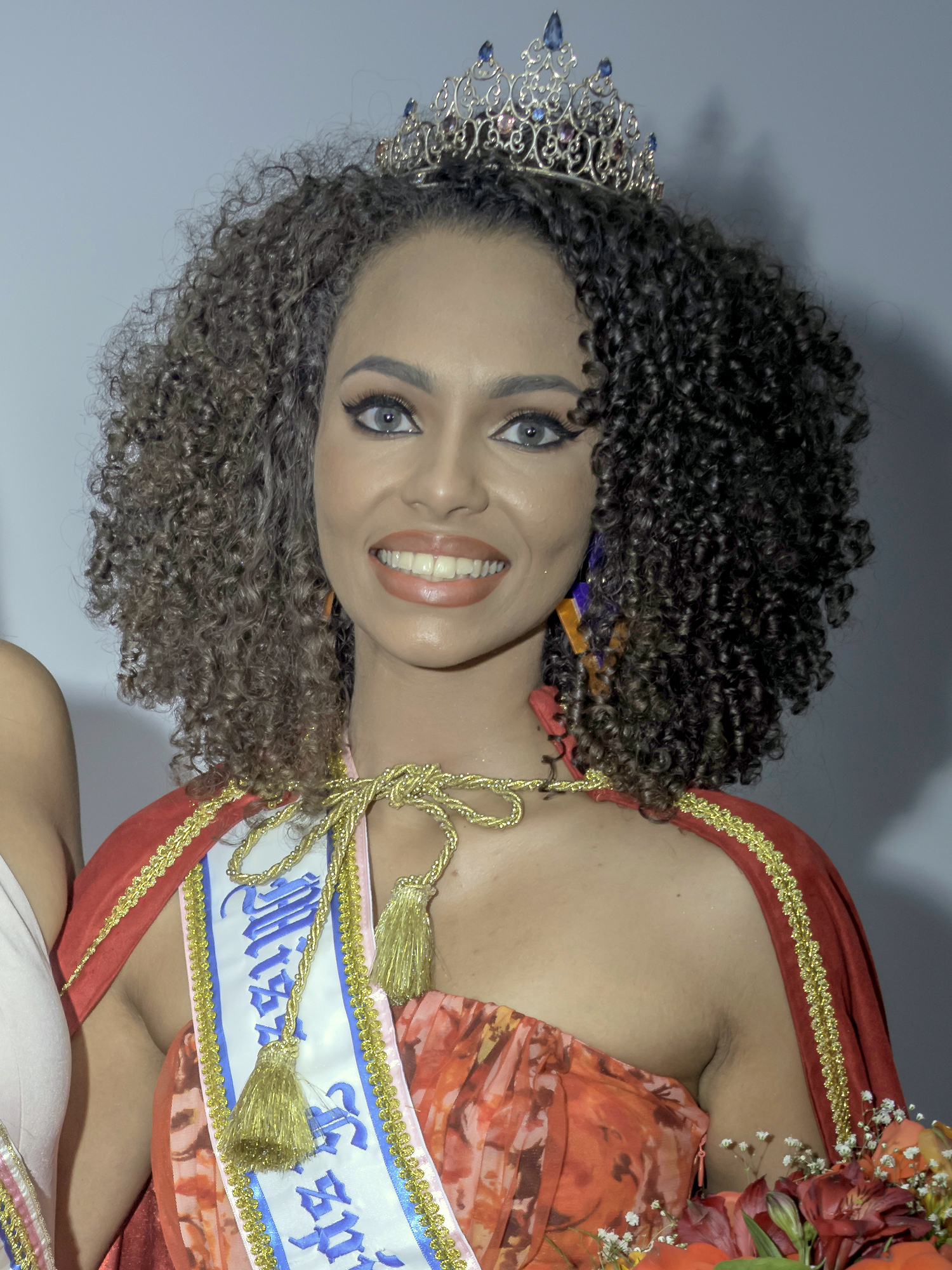
2016: Beatriz
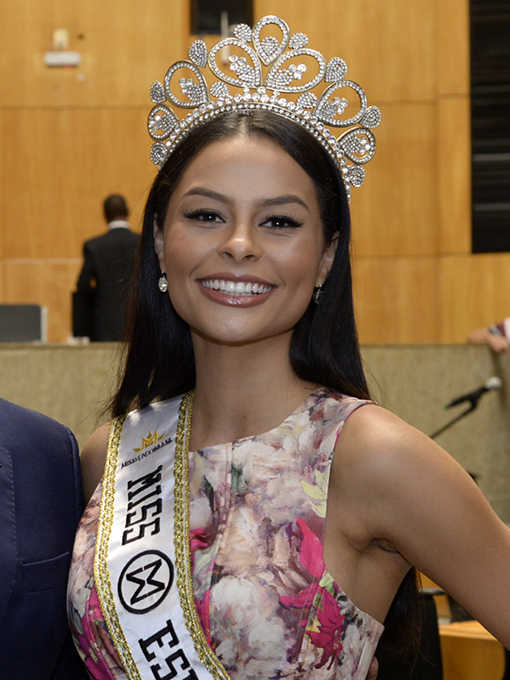
2017: Stephany
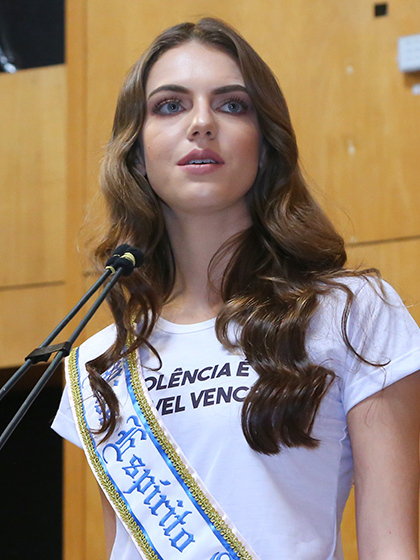
2018: Sabrina

## Vencedoras
- A Miss Espírito Santo tornou-se Miss Brasil.
- A Miss Espírito Santo renunciou ao título estadual.

| Ano  | Part.                                                   | Representante Estadual                                  | Município ou Representação                              | Colocação no Miss Brasil                                | Miss Universo                                           | Refs.                                                   |
| ---- | ------------------------------------------------------- | ------------------------------------------------------- | ------------------------------------------------------- | ------------------------------------------------------- | ------------------------------------------------------- | ------------------------------------------------------- |
| 2025 | 68ª                                                     | Ana Carolina Ceolin                                     | Linhares                                                | 3°. Lugar                                               |                                                         | [ 8 ]                                                   |
| 2024 | 67ª                                                     | Letícia Lyra Galvão                                     | Guarapari                                               | Finalista (Top 07)                                      |                                                         | [ 9 ]                                                   |
| 2023 | 66ª                                                     | Anna Beatriz de Souza                                   | Vitória                                                 |                                                         |                                                         | [ 10 ]                                                  |
| 2022 | 65ª                                                     | Maria Eugênia "Mia" Mamede                              | Vitória                                                 | MISS BRASIL 2022                                        | Não obteve classificação.                               | [ 11 ]                                                  |
| 2021 | 64ª                                                     | Eduarda da Silva Braum                                  | Afonso Cláudio                                          | Semifinalista (Top 10)                                  |                                                         | [ 12 ]                                                  |
| 2020 | A Miss Brasil foi indicada, portanto não houve disputa. | A Miss Brasil foi indicada, portanto não houve disputa. | A Miss Brasil foi indicada, portanto não houve disputa. | A Miss Brasil foi indicada, portanto não houve disputa. | A Miss Brasil foi indicada, portanto não houve disputa. | A Miss Brasil foi indicada, portanto não houve disputa. |
| 2019 | 63ª                                                     | Thainá Castro                                           | Vitória                                                 | Semifinalista (Top 10)                                  |                                                         | [ 13 ]                                                  |
| 2018 | 62ª                                                     | Sabrina Stock                                           | Marechal Floriano                                       | Semifinalista (Top 15)                                  |                                                         | [ 14 ]                                                  |
| 2017 | 61ª                                                     | Stephany Pim                                            | Vitória                                                 | 3º. Lugar                                               |                                                         | [ 15 ]                                                  |
| 2016 | 60ª                                                     | Beatriz Leite Nalli                                     | Castelo                                                 | Semifinalista (Top 15)                                  |                                                         | [ 16 ]                                                  |
| 2015 | 59ª                                                     | Juliana Morgado                                         | Vila Velha                                              |                                                         |                                                         | [ 17 ]                                                  |
| 2014 | 58ª                                                     | Amanda Recla                                            | Aracruz                                                 | Semifinalista (Top 15)                                  |                                                         | [ 18 ]                                                  |
| 2013 | 57ª                                                     | Anne Volponi                                            | Viana                                                   | Semifinalista (Top 15)                                  |                                                         | [ 19 ]                                                  |
| 2012 | 56ª                                                     | Fernanda Pessan                                         | Serra                                                   | Semifinalista (Top 10)                                  |                                                         | [ 20 ]                                                  |
| 2011 | 55ª                                                     | Marcela Lopes Granato                                   | Vitória                                                 | Semifinalista (Top 10)                                  |                                                         | [ 21 ]                                                  |
| 2010 | 54ª                                                     | Francienne Pereira Pavesi                               | Vitória                                                 | Semifinalista (Top 15)                                  |                                                         | [ 22 ]                                                  |
| 2009 | 53ª                                                     | Bianca Lopes Gava                                       | Rio Bananal                                             | Semifinalista (Top 15)                                  |                                                         | [ 23 ]                                                  |
| 2008 | 52ª                                                     | Francis Riguete                                         | Mimoso do Sul                                           | Semifinalista (Top 10)                                  |                                                         | [ 24 ]                                                  |
| 2007 | 51ª                                                     | Jakeline Lemke                                          | Marechal Floriano                                       | Semifinalista (Top 15)                                  |                                                         | [ 25 ]                                                  |
| 2006 | 50ª                                                     | Lívia Barraque                                          | Conceição da Barra                                      |                                                         |                                                         | [ 26 ]                                                  |
| 2005 | 49ª                                                     | Ariane Colombo                                          | Domingos Martins                                        | 3º. Lugar                                               |                                                         | [ 27 ]                                                  |
| 2004 | 48ª                                                     | Angélica Corona                                         | Linhares                                                |                                                         |                                                         | [ 28 ]                                                  |
| 2003 | 47ª                                                     | Franscieli Dulianel                                     | Linhares                                                |                                                         |                                                         |                                                         |
| 2002 | 46ª                                                     | Eliane Gil Gatto                                        |                                                         |                                                         |                                                         |                                                         |
| 2001 | 45ª                                                     | Vanusa de Paula                                         |                                                         |                                                         |                                                         |                                                         |
| 2000 | 44ª                                                     | Sabrina Trivilim Klein                                  |                                                         |                                                         |                                                         |                                                         |
| 1999 | 43ª                                                     | Kátia Peterli Camargos                                  | Venda Nova do Imigrante                                 |                                                         |                                                         | [ 29 ]                                                  |
| 1998 | 42ª                                                     | Gerliana Ervati Garcia                                  |                                                         |                                                         |                                                         |                                                         |
| 1997 | 41ª                                                     | Wanusa Cornachini                                       |                                                         |                                                         |                                                         |                                                         |
| 1996 | 40ª                                                     | Adriana Dias Duarte                                     |                                                         | Semifinalista (Top 10)                                  |                                                         |                                                         |
| 1995 | 39ª                                                     | Fábia Andreza Majevski                                  |                                                         | Semifinalista (Top 10)                                  |                                                         |                                                         |
| 1994 | 38ª                                                     | Carla Amorim Bunjes                                     |                                                         |                                                         |                                                         |                                                         |
| 1993 | A Miss Brasil foi indicada, portanto não houve disputa. | A Miss Brasil foi indicada, portanto não houve disputa. | A Miss Brasil foi indicada, portanto não houve disputa. | A Miss Brasil foi indicada, portanto não houve disputa. | A Miss Brasil foi indicada, portanto não houve disputa. |                                                         |
| 1992 | 37ª                                                     | Simone Herculano                                        |                                                         |                                                         |                                                         |                                                         |
| 1991 | 36ª                                                     | Flávia Maria Seibel                                     | Domingos Martins                                        |                                                         |                                                         |                                                         |
| 1990 | Não houve disputa nacional de Miss Brasil em 1990.      | Não houve disputa nacional de Miss Brasil em 1990.      | Não houve disputa nacional de Miss Brasil em 1990.      | Não houve disputa nacional de Miss Brasil em 1990.      | Não houve disputa nacional de Miss Brasil em 1990.      |                                                         |
| 1989 | 35ª                                                     | Wanuza Poletto                                          |                                                         |                                                         |                                                         |                                                         |
| 1988 | 34ª                                                     | Josiane Duarte Godoy                                    |                                                         | Semifinalista (Top 12)                                  |                                                         |                                                         |
| 1987 | 33ª                                                     | Anna Cristina Pereira Hülle                             | Domingos Martins                                        |                                                         |                                                         |                                                         |
| 1986 | 32ª                                                     | Eliete Ferreira Semprini                                | Cachoeiro de Itapemirim                                 |                                                         |                                                         |                                                         |
| 1985 | 31ª                                                     | Márcia Machado Gomes                                    | Mimoso do Sul                                           |                                                         |                                                         |                                                         |
| 1984 | 30ª                                                     | Mariângela Serrano                                      |                                                         |                                                         |                                                         |                                                         |
| 1983 | 29ª                                                     | Eliene Correa Barbosa                                   | Centro Acadêmico da UFES                                | Não disputou, assumiu.                                  |                                                         |                                                         |
| 1983 | -                                                       | Carla Vieira Bigossi                                    | Desportiva Ferroviária                                  |                                                         |                                                         |                                                         |
| 1982 | 28ª                                                     | Jacqueline Ignatowska                                   |                                                         |                                                         |                                                         |                                                         |
| 1981 | 27ª                                                     | Maria da Penha Sanches                                  |                                                         |                                                         |                                                         |                                                         |
| 1980 | 26ª                                                     | Shirley Aparecida Sickert                               |                                                         |                                                         |                                                         |                                                         |
| 1979 | 25ª                                                     | Ivana Guimarães Salomão                                 |                                                         |                                                         |                                                         |                                                         |
| 1978 | 24ª                                                     | Denise Peçanha Sarmento                                 |                                                         |                                                         |                                                         |                                                         |
| 1977 | 23ª                                                     | Márcia Mendes Delerue                                   |                                                         |                                                         |                                                         |                                                         |
| 1976 | 22ª                                                     | Elisa Pereira Moreira                                   |                                                         |                                                         |                                                         |                                                         |
| 1975 | 21ª                                                     | Ângela Maria de Lima                                    |                                                         |                                                         |                                                         |                                                         |
| 1974 | 20ª                                                     | Maria Aparecida Rizzo                                   | João Neiva                                              |                                                         |                                                         |                                                         |
| 1973 | 19ª                                                     | Ivone Fátima Fontana                                    | Santa Teresa                                            |                                                         |                                                         |                                                         |
| 1972 | 18ª                                                     | Maria Gariglio Saraiva                                  | Guarapari                                               | 5º. Lugar                                               |                                                         |                                                         |
| 1971 | 17ª                                                     | Cacilda Neitzel                                         | Baixo Guandu                                            | Semifinalista (Top 08)                                  |                                                         |                                                         |
| 1970 | 16ª                                                     | Arley Sipolatti                                         | Santa Teresa                                            |                                                         |                                                         |                                                         |
| 1969 | 15ª                                                     | Maria Bromenschenkel                                    | Fluminensinho                                           |                                                         |                                                         |                                                         |
| 1968 | 14ª                                                     | Dalva Riva                                              | Colatina                                                |                                                         |                                                         |                                                         |
| 1967 | 13ª                                                     | Gislene Tapias                                          | Vitória                                                 |                                                         |                                                         |                                                         |
| 1966 | 12ª                                                     | Laura Martinelli                                        | Vitória Futebol Clube                                   |                                                         |                                                         |                                                         |
| 1965 | 11ª                                                     | Solange Leão                                            | Rio Branco Atlético Clube                               | Semifinalista (Top 08)                                  |                                                         |                                                         |
| 1964 | 10ª                                                     | Justina Primo                                           | Colatina                                                |                                                         |                                                         |                                                         |
| 1963 | 9ª                                                      | Sônia Marta Anders                                      | Monte Castelo Clube                                     |                                                         |                                                         |                                                         |
| 1962 | 8ª                                                      | Elizabeth Ramos Daniel                                  | Esporte Clube Vitória                                   | 5º. Lugar                                               |                                                         |                                                         |
| 1961 | 7ª                                                      | Alcione Vieira de Abreu                                 | Alegre                                                  |                                                         |                                                         |                                                         |
| 1960 | 6ª                                                      | Jocy Santana de Morais                                  | Clube Saldanha da Gama                                  |                                                         |                                                         |                                                         |
| 1959 | 5ª                                                      | Linéa de Souza Campos                                   | Clube Saldanha da Gama                                  |                                                         |                                                         |                                                         |
| 1958 | 4ª                                                      | Marly Gomes Cunha                                       | Clube Álvares Cabral                                    |                                                         |                                                         |                                                         |
| 1957 | 3ª                                                      | Lygia Maria Bonfim                                      | Clube Saldanha da Gama                                  |                                                         |                                                         |                                                         |
| 1956 | 2ª                                                      | Malvina Pimentel                                        | Praia Tênis Clube                                       |                                                         |                                                         |                                                         |
| 1955 | 1ª                                                      | Joselina Cypriano                                       | Cachoeiro de Itapemirim                                 |                                                         |                                                         | [ 30 ]                                                  |

### Observações
- Não são naturalmente do Espírito Santo, as misses:
  -  Marcela Granato (2011) é nascida em Ponte Nova, Minas Gerais.